# Paul Finet

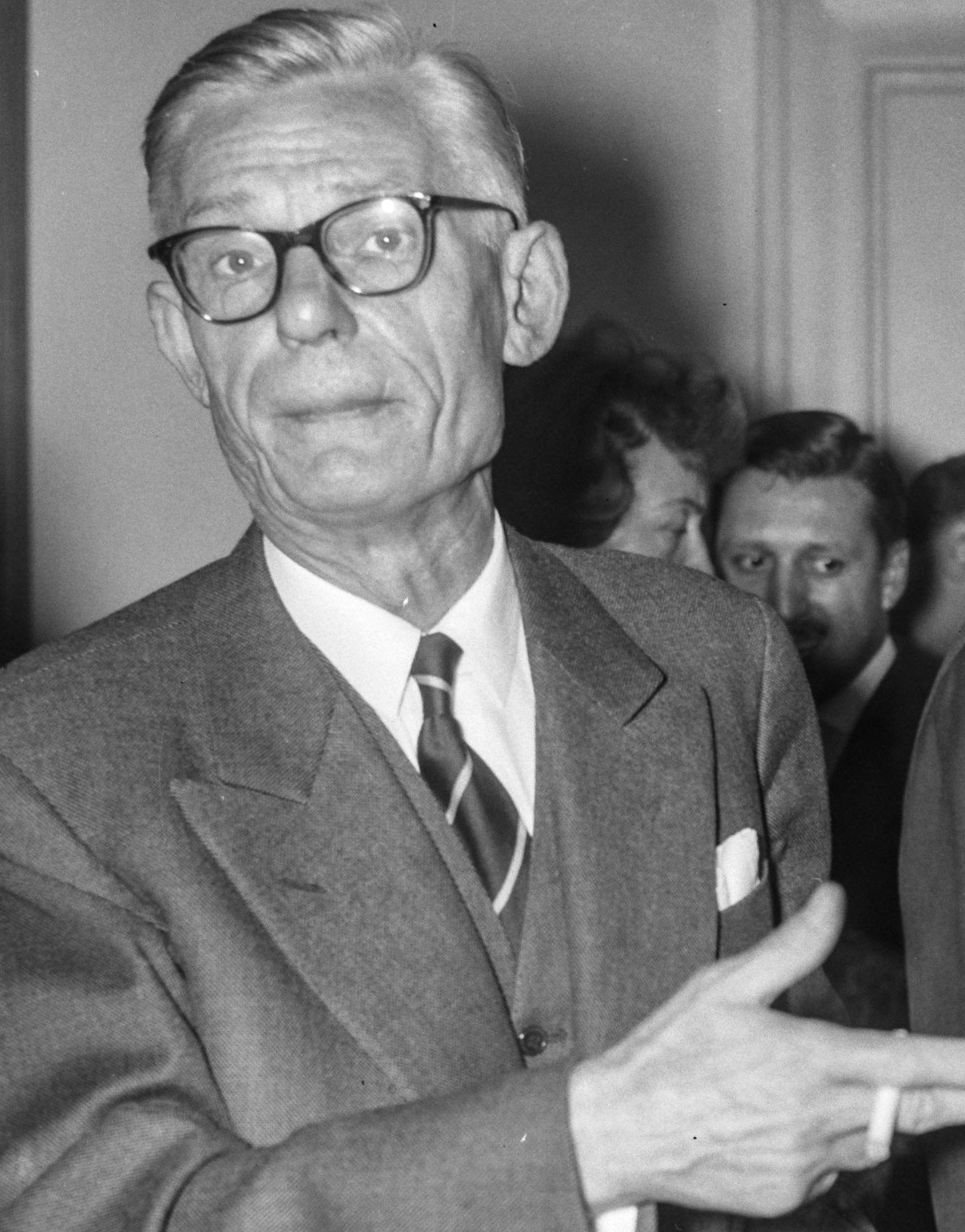
Paul Finet (1959)

Paul Christophe Éloi Ghislain Finet (* 4. November 1897 in Montignies-sur-Sambre, Provinz Hennegau; † 18. Mai 1965 in Luxemburg) war ein belgischer Politiker und Gewerkschafter.

## Leben
Paul Finet wurde in einer Kleinstadt in der Nähe von Charleroi als Sohn des Hochofenarbeiters Éloi Finet und der R. Ducat geboren. Im Alter von 14 Jahren ging er von der örtlichen Volks- und Mittelschule ab und begann zunächst im Stahlwerk Sambre et Moselle zu arbeiten, wo er als Bürobote beschäftigt war. Finets Vater starb, als er 19 Jahre alt war. In der Folge musste er seine Ausbildung in einer Lokomotivwerkstatt abbrechen, um als Maurergehilfe, Gärtner, und schließlich als Metallarbeiter die Familie zu ernähren.
Von Jugend auf in der sozialistischen Gewerkschaftsbewegung tätig entwickelte er sich anschließend zu einem prominenten Mitglied der lokalen, später der nationalen Arbeiterbewegung: 1925 wurde Finet Ortssekretär der Metallarbeiter-Gewerkschaft von Montignies-sur-Sambre, von 1929 bis 1936 war er stellvertretender Sekretär der Metallarbeiter-Gewerkschaft im Distrikt Charleroi und 1930 stellvertretender Sekretär des gesamtbelgischen Verbandes. Ab 1936 war er Landessekretär des belgischen sozialistischen Gewerkschaftsbundes (Fédération Générale du Travail de Belgique, FGTB).
Kurz nach der deutschen Invasion Belgiens während des Zweiten Weltkriegs flüchtete er nach Frankreich und arbeitete als Landarbeiter in der Nähe von Toulouse, bis er 1942 sein Ziel erreichte, der belgischen Exilregierung unter Hubert Pierlot beizutreten. Er verbrachte in London zwei Jahre damit, im Informationsministerium der Exilregierung zu arbeiten und sprach von dort aus als ihr Sozialberater über den Rundfunk zu seinen Landsleuten. Im Dezember 1949 kehrte er als Generalsekretär des Fédération Générale du Travail de Belgique, der er seit 1946 war, nach England zurück, um am Eröffnungskongress des Internationalen Bundes Freier Gewerkschaften teilzunehmen. Auf dem Kongress wurde Finet zum ersten Präsidenten des IBFG gewählt, er übte dieses Amt bis 1951 aus; auf ihn folgte Vincent Tewson. Im Februar 1952, auf dem Kongress der Metallarbeitergewerkschaften in Brüssel, hielt Finet eine viel beachtete Rede, in der er den Schuman-Plan gegen sozialistische Kritik verteidigte.
Paul Finet teilte den Eifer seines lebenslangen Freunds und sozialistischen Gesinnungsgenossen Paul-Henri Spaak, für ein vereintes Europa: Im Anschluss an seine Gewerkschaftstätigkeit setzte er sich für die europäische Integration ein. Seit seiner Wahl durch die Christliche Gewerkschafts-Internationale und den Internationalen Bund freier Gewerkschaften war er von 1952 bis 1958 Mitglied der Hohen Behörde der Europäischen Gemeinschaft für Kohle und Stahl (EGKS) und von Januar 1958 bis September 1959 deren Präsident. Als Leiter der Arbeitsgruppe Soziale Fragen beschäftigte er sich besonders mit arbeitspolitischen und sozialen Themen wie den Rechten von Gastarbeitern, der Ausbildung und dem Wohlergehen von Arbeitern der Montanindustrie und dem Schaffen preiswerten Wohnraums.
Finet verstarb im Alter von 67 Jahren nach langer, schwerer Krankheit. Er war seit 1935 mit Marcelle Bromet verheiratet. Die Londoner Tageszeitung The Times schrieb in einem Nachruf auf Finet, er sei während seines Vorsitzes mitunter in einen heftigen Konflikt mit den Großindustriellen geraten, seine persönlichen Qualitäten wie Integrität und Aufrichtigkeit hätten ihm jedoch großen Respekt verschafft. Er war Kommandeur der Ehrenlegion und Großoffizier des Verdienstordens der Italienischen Republik.